# Goin' Down Slow
«Goin' Down Slow» («I Had My Fun») — пісня американського блюзового співака Сент-Луїса Джиммі Одена, випущена синглом в 1941–1942 роках на лейблі Bluebird Records. Записана 11 листопада 1941 року в Чикаго (Іллінойс).
Пісня стала блюзовим стандартом, увійшовши в репертуар багатьох виконавців. Її записували Літтл Волтер, Гаулін Вулф, The Animals, Арета Франклін, Боббі Бленд, Ерік Клептон та інші. У 1974 році версія Боббі Бленда стала хітом і посіла 17-е в R&B Singles і 69-е в Billboard Hot 100 хіт-парадах журналу Billboard.
У 2002 році пісня «Goin' Down Slow» в оригінальному виконанні Сент-Луїса Джиммі (1942, Bluebird) була включена до Зали слави блюзу.

## Оригінальна версія
Текст і музику «Goin' Down Slow» написав Джеймс Берк Оден, який відомий під сценічним імʼям Сент-Луїс Джиммі. Пісня розповідає про скорботне прощання людини, що вмирає («I have had my fun, if I don't get well no more»). У записі Сент-Луїсу Джиммі (вокал) акомпанували Рузвельт Сайкс (фортепіано) і Альфред Елкінс (бас). Запис відбувся 11 листопада 1941 року в Чикаго (Іллінойс). 
У 1942 році була випущена на синглі (10" 78) лейблом Bluebird Records (B-8889) на стороні «В» з «Monkey Face Blues» на стороні «А». 
19 листопада 1960 року Сент-Луїс Джиммі записав пісню для альбому з однойменною назвою (1961, Bluesville).

## Версія Гауліна Вулфа

Гаулін Вулф, «Goin' Down Slow», 1961

У грудні 1961 року Гаулін Вулф записав «Goin' Down Slow» в Чикаго (Іллінойс) на Chess Records. Вулф (вокал і гітара) записав пісню у стилі чиказького блюзу за участю таких музикантів: Генрі Грей (фортепіано), Г'юберт Самлін і Джиммі Роджерс (гітари), Віллі Діксон (бас) і Сем Лей (ударні).
Пісня вийшла у 1961 році на стороні «В» синглу «You'll Be Mine» між «Little Red Rooster» і «I Ain't Superstitious» і в 1962 році увійшла до альбому Howlin' Wolf (відомому як The Rockin' Chair Album). У вересні 1967 року Вулф записав іншу версію разом з Мадді Вотерсом і Бо Діддлі для альбому The Super Super Blues Band (1968, Checker). 
Він перезаписав пісню 2–7 травня 1970 року в Лондоні для альбому The London Howlin' Wolf Sessions (1971, Chess/Rolling Stones) разом з Еріком Клептоном (гітара), Клаусом Форманом (бас), Рінго Старром (ударні) і Джеффрі Карпом (губна гармоніка), але вийшла як бонус-трек у 2003 році на CD.

## Інші версії
Пісня стала блюзовим стандартом, увійшовши в репертуар багатьох виконавців, її записали Рей Чарлз під назвою «I've Had My Fun» для синглу (1949, SwingTime 215) і для Crying Time (1966), Чемпіон Джек Дюпрі для Blues from the Gutter (1958), Літтл Волтер під назвою «I Had My Fun» для синглу (1960, Checker 945), Пінк Андерсон під назвою «I've Had My Fun» для Carolina Blues Man, Vol. 1 (1961), Мемфіс Слім для Alone With My Friends (1961) і Steady Rolling Blues (1963), Блайнд Снукс Іглін для That's All Right (1962), Б.Б. Кінг для синглу (1962, Kent 383), Джиммі Візерспун для Blues Around the Clock (1963) і Blues Singer (1969), Дейві Грем для Folk, Blues and Beyond (1964), The Paul Butterfield Blues Band для The Original Lost Elektra Sessions (1964), The Animals для Animalism (1966), Дж. Б. Гатто і the Hawks для Masters of Modern Blues Volume 2 (1966), Canned Heat для Canned Heat (1967), Арета Франклін для Aretha Arrives (1967), Free для альбому Tons of Sobs (1968), The Electric Flag як бонус-трек перевидання A Long Time Comin' (1968), Мемфіс Слім з Рузвельтом Сайксом для Memphis Blues (1970; вийшов 1974), Ерік Бердон і Джиммі Візерспун для альбому Guilty! (1971), Дуейн Оллмен з An Anthology (1972), Сонні Стітт для Goin' Down Slow (1972), Боббі Бленд для His California Album (1973) і з Б.Б. Кінгом для концертного альбому Together for the First Time… Live (1974), Брауні Макгі, Сонні Террі і Пеппермінт Гарріс для альбому Going Down Slow (1974), Джуніор Веллс для On Tap (1974), Кліфтон Шеньє для Frenchin' the Boogie (1976), Філ Апчерч для Whatever Happened to the Blues (1992), Джон Брім для Ice Cream Man (1994), Ерік Клептон для Pilgrim (1998), Кенні Ніл і Біллі Бранч для Easy Meeting (2002), Гай Девіс для Skunkmello (2006) та інші.
У 1974 році сингл Боббі Бленда посів 17-е місце в R&B і 69-е місце в Billboard Hot 100 чартах журналу Billboard (Dunhill, 4379).

## Визнання
У 2002 році пісня «Goin' Down Slow» в оригінальному виконанні Сент-Луїса Джиммі (1942, Bluebird) була включена до Зали слави блюзу.